# Kaplica Miłosierdzia Bożego w Goli
Kaplica Miłosierdzia Bożego – rzymskokatolicka kaplica w Goli. Świątynia należy do parafii św. Anny w Bąkowicach, w dekanacie Namysłów zachód, archidiecezji wrocławskiej.